# Daniel Moreira
Daniel Moreira (ur. 8 sierpnia 1977 w Maubeuge) – francuski piłkarz występujący na pozycji napastnika. Obecnie gra w US Boulogne.

## Kariera klubowa
Daniel Moreira zawodową karierę rozpoczynał w 1995 roku w Valenciennes FC, skąd rok później trafił do En Avant Guingamp. W jego barwach w ataku grał u boku Algierczyków – najpierw Christophera Wreha, a później Abdelhafida Tasfaouta. W 1997 roku wraz z drużyną Moreira dotarł do finału Pucharu Francji, zadebiutował także w Pucharze UEFA.
Łącznie dla Guingamp francuski napastnik rozegrał 58 spotkań w lidze, po czym latem 1998 roku podpisał kontrakt z RC Lens. Jak się później okazało na Stade Félix-Bollaert Moreira spędził sześć sezonów. W ich trakcie o miejsce w składzie rywalizował z takimi zawodnikami jak Tony Vairelles, Lamine Sakho, El Hadji Diouf i John Utaka. W 1999 roku wraz z zespołem wywalczył Puchar Ligi Francuskiej oraz zadebiutował w Lidze Mistrzów, w 2000 roku dotarł do półfinału Pucharu UEFA, a w 2004 roku zdobył wicemistrzostwo kraju. Łącznie dla RC Lens wychowanek Valenciennes rozegrał 184 ligowe spotkania i 38 razy wpisał się na listę strzelców.
W 2004 roku Moreira został zawodnikiem Toulouse FC. W debiutanckim sezonie w nowym klubie Moreira zdobył jedenaście goli, a w kolejnych rozgrywkach do siatki rywali trafił o jeden raz mniej. 22 czerwca 2006 roku Francuz za 5,5 miliona euro przeszedł do Stade Rennais. W sezonie 2006/2007 wystąpił w 29 spotkaniach Ligue 1, jednak nie udało mu się strzelić ani jednego gola. Latem 2008 roku Moreira został wypożyczony do beniaminka Ligue 1 – Grenoble Foot 38 i od razu stał się jego podstawowym graczem. Od 2009 roku jest zawodnikiem US Boulogne.

## Kariera reprezentacyjna
Razem z młodzieżową reprezentacją Francji Moreira brał udział w młodzieżowych Mistrzostwach Świata 1997. "Trójkolorowi" zostali wówczas wyeliminowani w 1/4 finału przez Urugwaj, który zwyciężył w rzutach karnych. W seniorskiej reprezentacji Francji Moreira zadebiutował 20 listopada 2003 roku w wygranym 3:0 spotkaniu z Serbią. Łącznie w barwach drużyny narodowej wystąpił w 3 pojedynkach.